# Yamanote-lijn

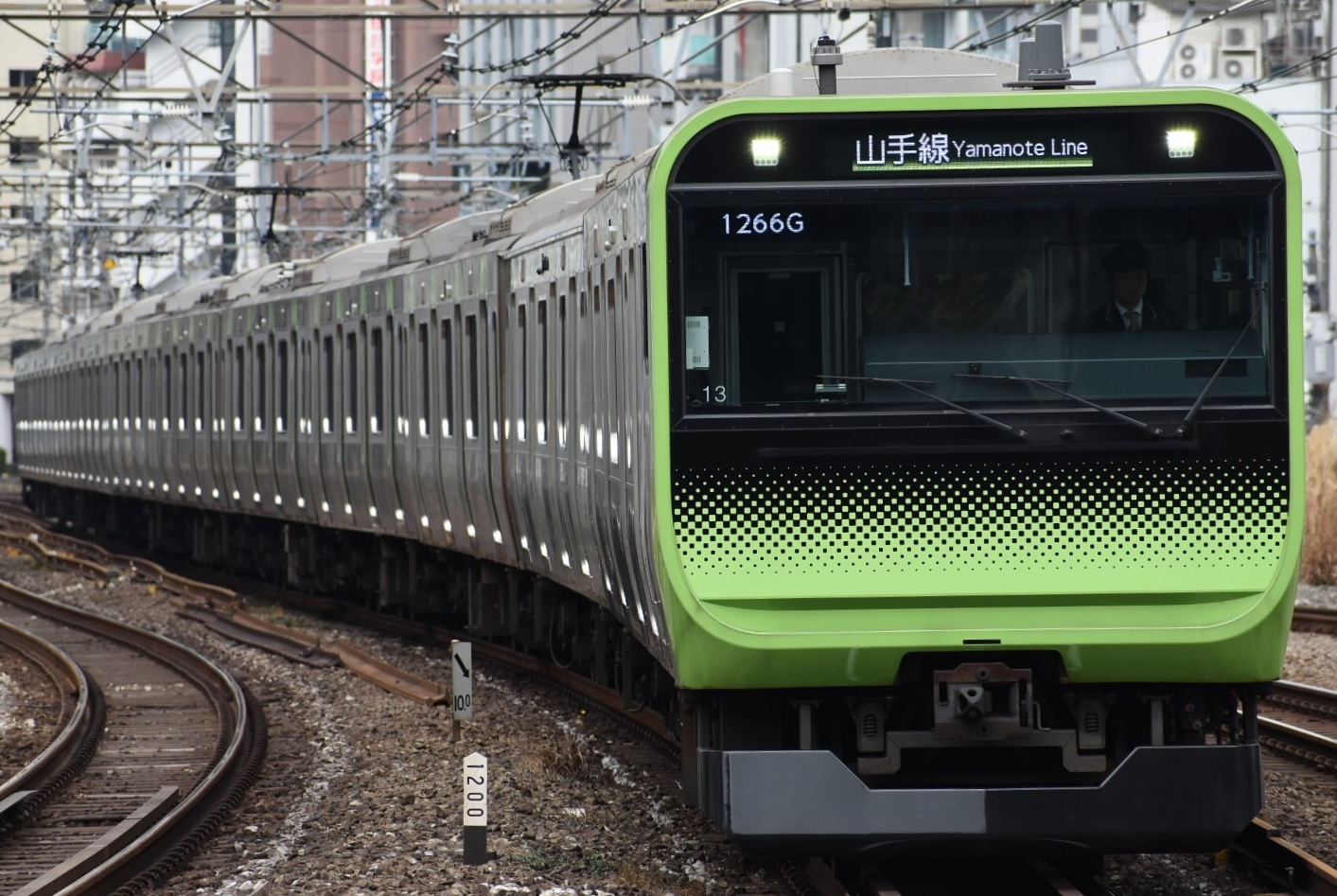
Een trein van de E235-serie

De Yamanote-ringlijn (Japans: 山手線, Yamanote-sen) is een van de drukste en belangrijkste spoorlijnen van Tokio. De ringlijn vormt een cirkel rond het centrale deel van Tokio en bevat belangrijke wijken zoals Shibuya, Shinjuku, Ikebukuro en Ueno. De ringlijn bedient een groot deel van de belangrijke stations van centraal Tokio. Op twee na hebben alle van 29 stations van Yamanote een verbinding met andere spoor- of metrolijnen. De ringlijn wordt geëxploiteerd door East Japan Railway Company (JR East).

## Dienstregeling
De treinen rijden tussen 4 uur 30 ’s morgens tot 1 uur 20 ’s nachts met een frequentie van 2,5 minuten. Het volledige traject van de ringlijn duurt 61 tot 65 minuten. Alle treinen stoppen bij elk station. Het station Ōsaki ( soms ook het station Ikebukuro) is het vertrekpunt en tevens eindpunt van de ringlijn.
Treinen die de ringlijn met de klok mee afleggen noemt men "soto-mawari" (外回り, buitenring) en treinen die de ringlijn tegen de wijzers in afleggen noemt men "uchi-mawari" (内回り, binnenring). Hieruit valt af te leiden dat de treinen links rijden.

## Geschiedenis
De Yamanote-lijn werd opgericht in 1885 met de constructie van Shinagawa-lijn tussen de stations Shinagawa en Akabane. De bedoeling was een noord-zuidverbinding te vormen rondom de toenmalige bewoningscentra. De bovenste helft van de ringlijn tussen Ikebukuro en Tabata werd afgewerkt in 1903 (onder de naam Toshima-lijn, 豊島線). Na de elektrificatie van de spoorlijnen in 1909 werden beide lijnen samengevoegd tot de Yamanote-lijn.
De volledige cirkel werd pas gemaakt in 1925 met de opening van de sectie tussen de stations Kanda en Ueno. De huidige Yamanote-lijn ontstond in 1956 toen het werd afgesplitst van de Keihin-Tōhoku-lijn.
De ringlijn, met zijn 29 stations, heeft dagelijks ongeveer 3,5 miljoen passagiers of 1,3 miljard passagiers per jaar 

## Stations
Slechts twee van de 29 stations van de Yamanote-lijn hebben geen verbinding met andere spoor- of metrolijnen.
Met de klok mee :
| Station                  | Afstand tot vorig station | Afstand tot Shinagawa | Verbindingen |
| ------------------------ | ------------------------- | --------------------- | --- |
| Ōsaki (大崎)             | 2,0                       | 2,0                   | Shonan-Shinjuku-lijn (in zuidelijke richting), Rinkai-lijn |
| Gotanda (五反田)         | 0,9                       | 2,9                   | Toei Asakusa-lijn |
| Meguro (目黒)            | 1,2                       | 4,1                   | Tokyu Meguro-lijn, Toei Mita-lijn, Tokyo Metro : Namboku-lijn |
| Ebisu (恵比寿)           | 1,5                       | 5,6                   | Tokyo Metro Hibiya-lijn |
| Shibuya (渋谷)           | 1,6                       | 7,2                   | Keio Inokashira-lijn, Tokyu Den’entoshi-lijn, Tokyu Tōyoko-lijn, Tokyo Metro : Ginza-lijn, Hanzomon-lijn                                                                                   |
| Harajuku (原宿)          | 1,2                       | 8,4                   | Tokyo Metro Chiyoda-lijn |
| Yoyogi (代々木)          | 1,5                       | 9,9                   | Chūō-Sōbu-lijn (oostelijke richting), Toei Oedo-lijn |
| Shinjuku (新宿)          | 0,7                       | 10,6                  | Chūō-lijn, Chūō-Sōbu-lijn (westelijke richting), Keio-lijn, Odakyu Odawara-lijn, Seibu Shinjuku-lijn, Toei Shinjuku-lijn, Toei Oedo-lijn, Tokyo Metro : Marunouchi-lijn                    |
| Shin-Ōkubo (新大久保)    | 1,3                       | 11,9                  | |
| Takadanobaba (高田馬場)  | 1,4                       | 13,3                  | Station Seibu Shinjuku-lijn, Tokyo Metro : Tozai-lijn |
| Mejiro (目白)            | 0,9                       | 14,2                  | |
| Ikebukuro (池袋)         | 1,2                       | 15,4                  | Saikyo-lijn (noordelijke richting), Shonan-Shinjuku-lijn (noordelijke richting), Seibu Ikebukuro-lijn, Tōbu Tōjō-lijn, Tokyo Metro : Marunouchi-lijn, Yurakucho-lijn en Yurakucho New-lijn |
| Ōtsuka (大塚)            | 1,8                       | 17,2                  | Toden Arakawa-lijn |
| Sugamo (巣鴨)            | 1,1                       | 18,3                  | Toei Mita-lijn |
| Komagome (駒込)          | 0,7                       | 19,0                  | Tokyo Metro : Namboku-lijn |
| Tabata (田端)            | 1,6                       | 20,6                  | Keihin-Tohoku-lijn |
| Nishi-Nippori (西日暮里) | 0,8                       | 21,4                  | Keihin-Tōhoku-lijn, Tokyo Metro : Chiyoda-lijn |
| Nippori (日暮里)         | 0,5                       | 21,9                  | Jōban-lijn, Keihin-Tōhoku-lijn, Keisei-lijn |
| Uguisudani (鶯谷)        | 1,1                       | 23,0                  | Keihin-Tōhoku-lijn |
| Ueno (上野)              | 1,1                       | 24,1                  | Shinkansen (noordelijke richting), Keihin-Tōhoku-lijn, Tokyo Metro : Ginza-lijn, Hibiya-lijn, Jōban-lijn                                                                                   |
| Okachimachi (御徒町)     | 0,6                       | 24,7                  | Keihin-Tōhoku-lijn |
| Akihabara (秋葉原)       | 1,0                       | 25,7                  | Chūō-Sōbu-lijn, Keihin-Tōhoku-lijn, Tokyo Metro : Hibiya-lijn, Tsukuba Express |
| Kanda (神田)             | 0,7                       | 26,4                  | Chūō-lijn, Keihin-Tōhoku-lijn, Tokyo Metro : Ginza-lijn |
| Tokio (東京)             | 1,3                       | 27,7                  | Shinkansen (alle lijnen), Keihin-Tōhoku-lijn, Tōkaidō-lijn, Chūō-lijn, Yokosuka-lijn, Keiyo-lijn, Sōbu-lijn, Tokyo Metro : Marunouchi-lijn                                                 |
| Yūrakuchō (有楽町)       | 0,8                       | 28,5                  | Keihin-Tōhoku-lijn, Tokyo Metro : Yurakucho-lijn |
| Shinbashi (新橋)         | 1,1                       | 29,6                  | Keihin-Tōhoku-lijn, Toei Asakusa-lijn, Tokyo Metro : Ginza-lijn, Yurikamome |
| Hamamatsuchō (浜松町)    | 1,2                       | 30,8                  | Keihin-Tōhoku-lijn, Tokyo Monorail, Toei Asakusa-lijn, Toei Oedo-lijn |
| Tamachi (田町)           | 1,5                       | 32,3                  | Keihin-Tōhoku-lijn |
| Shinagawa (品川)         | 2,2                       | 34,5                  | Tōkaidō Shinkansen, Keihin-Tōhoku-lijn, Tōkaidō-lijn, Yokosuka-lijn, Keikyu-lijn |